# Bi'an Xiang
Bi'an Xiang (kinesiska: 碧安, 碧安乡) är en socken i Kina. Den ligger i provinsen Yunnan, i den sydvästra delen av landet, omkring 320 kilometer sydväst om provinshuvudstaden Kunming. Antalet invånare är 20 384. Befolkningen består av 9 234 kvinnor och 11 150 män. Barn under 15 år utgör 19,0 %, vuxna 15-64 år 72 %, och äldre över 65 år 8,0 %.
Genomsnittlig årsnederbörd är 1 446 millimeter. Den regnigaste månaden är juli, med i genomsnitt 410 mm nederbörd, och den torraste är februari, med 5 mm nederbörd.